# Jungle Carbine
O Rifle No. 5 Mk I, apelidado de "Jungle Carbine" (Carabina de Selva) por seu uso na guerra na selva, era uma carabina de ação por ferrolho derivada do fuzil britânico Lee-Enfield No. 4 Mk I. Foi desenvolvida de acordo com as experiências de combate na selva na Guerra do Pacífico que levou os britânicos a decidir "um fuzil mais curto e mais leve" do que o Lee-Enfield normal foi fundamental para uma melhor mobilidade. Produzida entre março de 1944 e dezembro de 1947, a Jungle Carbine foi destinada e utilizada em ambientes de selva onde ganhou seu apelido. Notavelmente, viu uso generalizado em vários lados de vários conflitos coloniais do pós-guerra, como a Revolução Nacional da Indonésia, a Emergência Malaia e a Guerra do Vietnã até a década de 1960, com uso esporádico relatado como tendo continuado em várias guerras separatistas, como a Guerra de Independência de Bangladesh e a Guerra Civil de Bougainville durante o resto do século XX.

## Desenvolvimento
A experiência dos combates na selva em 1943 identificou que a mobilidade era crítica e que, para esse fim, o peso do equipamento transportado por cada soldado precisava de ser reduzido. O requisito para um fuzil era uma "arma leve e prática com boa precisão de até 400 jardas [370 m]"
Os primeiros testes dos fuzis ocorreram em 1944, durante os quais foi adicionado um quebra-chamas. O fuzil foi oficialmente introduzido em serviço em setembro de 1944 com 20.000 unidades produzidas e, no final de 1944, 50.000 foram aceitos para serviço.

## Histórico operacional
O fuzil foi emitido pela primeira vez para as forças aerotransportadas britânicas na Noruega no final da Segunda Guerra Mundial; essas eram tropas que provavelmente seriam enviadas ao Extremo Oriente para uma invasão do Japão. O termo era coloquial e nunca aplicado pelas Forças Armadas Britânicas, mas o Rifle No. 5 Mk I foi informalmente chamado de "Jungle Carbine" pelas tropas britânicas e da Commonwealth durante a Emergência Malaia.